# Marquesado de Ariany
El marquesado de Ariany (con pronunciación castellana Ariañy) es un título nobiliario español creado por el rey Felipe V de España el 13 de enero de 1717 a favor de Marcos Antonio Cotoner y Sureda, militar y político que apoyó al pretendiente francés durante la Guerra de Sucesión.

## Denominación
Su nombre se refiere al municipio mallorquín de Ariany, que obtuvo su independencia del de Petra en 1982.

## Marqueses de Ariany
|                       | Titular                                     | Periodo               |                       |
| Creación por Felipe V | Creación por Felipe V                       | Creación por Felipe V | Creación por Felipe V |
| --------------------- | ------------------------------------------- | --------------------- | --------------------- |
| I                     | Marcos Antonio Cotoner y Sureda             | 1717-1749             |                       |
| II                    | Francisco Cayetano Cotoner Llupiá           | 1749-1802             |                       |
| III                   | Antonio Cotoner Despuig                     | 1802-1821             |                       |
| IV                    | Maria Teresa Cotoner Despuig                | 1821-                 |                       |
| V                     | Francisco Cotoner y Chacón Manrique de Lara | -1846                 |                       |
| VI                    | Fernando Cotoner y Chacón                   | 1846-1888             |                       |
| VII                   | Nicolás Cotoner Allendesalazar              | 1888-1897             |                       |
| VIII                  | José Fernando Cotoner de Verí               | 1897-1955             |                       |
| IX                    | Nicolás Cotoner y Cotoner                   | 1955-1996             |                       |
| X                     | Nicolás Cotoner y Martos                    | 1996-actual titular   |                       |

## Historia
El título concedido a Marco Antonio Cotoner y Sureda de Vivot correspondía a las tierras que la familia Cotoner poseía en la entonces pedanía de Ariany. Marco Antonio Cotoner había heredado las tierras y su jurisdicción por vía materna, a través de su madre Magdalena Sureda de Vivot. 
Las tierras habían sido un feudo, el más grande de Petra, dividido en cuatro distritos que sumaban casi 900 hectáreas. El caballero Jorge de San Juan obtuvo la jurisdicción del rey Alfonso el Magnánimo en 1431. En el año 1518 poseía la titularidad de las tierras Juana de San Juan, heredera de Jorge de San Juan, quien contrajo matrimonio con Berenguer de Vivot. Las tierras pertenecieron a la familia de Vivot hasta la creación del marquesado. 
Los marqueses de Ariany ejercieron la jurisdicción del territorio hasta el siglo XIX, cuando fueron abolidos los privilegios señoriales y las estructuras del Antiguo Régimen. Durante este período, la curia baronial estuvo situada en la calle Morey de Palma de Mallorca.
Otros títulos nobiliarios en manos de la familia Cotoner son los marquesados de Bélgida, Mondéjar, Adeje, Orellana la Vieja, La Cenia y Villamayor de las Ibernias o los condados de Villardompardo y Sallent.